# سیکول‌ها
سیکول‌ها (لاتین: Siculi) قبیله ای در مکان ایتالیای کنونی بودند که در عصر آهن در «شرق سیسیل» ساکن بودند. سیکول‌ها ادرآنوس پرستش می‌کردند، به گفته آلیان، حدود بیش از هزاران «سگ مقدس» در نزدیکی معبد ادرآنوس خداوندگار شهر سیکول نگهداری می‌شد.